# Castillo de Ratera
El castillo de Ratera, también conocido como Castillo Molino de Ratera (en catalán: castell de Ratera o castell molí de Ratera) se encuentra en el municipio de Els Plans de Sió en la comarca de la Segarra.
Data del siglo IX, época en la que era muy probablemente una segunda fortificación del castillo de Concabella, ya que de hecho está en el término municipal de Concabella.
Durante los siglos XIV y XV se convirtió en un casal gótico. Posteriormente, en el siglo XVI, se le incorporó un molino que aprovechaba el curso del río Sió.
A mediados del siglo XX fue restaurado por el arquitecto Joaquim Vilaseca y Rivera. Actualmente está en régimen de propiedad privada y su interior no puede ser visitado.